# マイケル・ナイマン
マイケル・ナイマン（Michael Nyman、1944年3月23日 - ）は、イギリスのミニマル・ミュージックの作曲家。ピアニスト、オペラ台本作家、音楽学者、音楽評論家でもある。

## 略歴

### 1944年 -
1944年にロンドンで生まれたナイマンは、英国王立音楽院とキングス・カレッジ・ロンドンで作曲法、音楽史、イギリスのバロック音楽を中心に学ぶ。在学中にルーマニアの民俗音楽に興味を持ち、数度現地へ赴いている。
卒業後、カールハインツ・シュトックハウゼンやピエール・ブーレーズなどが主流の当時の潮流になじめず、1976年まで目立つ作曲活動はしていない。その間、ナイマンは音楽評論家として活動し、音楽雑誌に頻繁に記事を書いており、ビートルズなどもその対象としていた。コーネリアス・カーデューの作品『The Great Digest』を評す際、当時は抽象絵画などを表現する時に用いていた単語「ミニマリズム」を文中で用い、音楽評論で初めて「ミニマル」の概念を持ち込んだのもこの頃（1968年）である。
1974年には、実験音楽についての研究論文『実験音楽 ケージとその後』を著し、ジョン・ケージの音楽がクラシック音楽の作曲家、パフォーマンス・アーティストたちに与える影響について考察し、のちの現代音楽評論に多大な影響を与えることとなった。
1976年に、ナイマンに転機が訪れる。イタリアの劇作家カルロ・ゴルドーニの作品『Il Campiello』の上演で使われる、18世紀のヴェネツィア音楽のアレンジと演奏を委託されたのだ。ナイマンはレベックやショーム等の古楽器と、ドラムやサックスなどの近代的な楽器を取り入れた楽団を編成し、Campiello Bandと名づけた。終演後も楽団の維持を望んだナイマンは、バンド用の作品を作曲し始める。その間、ピーター・グリーナウェイ監督の映画『1-100』のための音楽を作曲したが、実際に映画で曲が使われることはなく、作品はデビュー・アルバム『ディケイ・ミュージック』として、ブライアン・イーノのオブスキュア・レコードからリリースされた。バンドはのちにマイケル・ナイマン・バンドと改名し、ステージではアンプを使うようになり、弦楽のカルテット、テナー、アルト、ソプラノの3つのサックス、バストロンボーン、エレクトリックベース、ドラムス、ピアノの構成へ移行していった。
また、1980年にはキング・クリムゾンのロバート・フリップとともに、デヴィッド・カニンガム率いるニュー・ウェイヴ・バンド、フライング・リザーズのアルバムにゲスト参加し、音楽活動の幅を広げていった。

### 1982年 - （映画音楽の作曲家としての本格活動開始）
1982年には、ピーター・グリーナウェイ監督の映画『英国式庭園殺人事件』の音楽を担当。シンメトリーを強調する斬新な映像を多用した映画とともに、ミニマル・ミュージックを大胆に取り入れたナイマンの音楽は話題を呼んだ。1985年には再度グリーナウェイ監督と組み、『ZOO』の音楽を担当、1991年作『プロスペローの本』までの間、『数に溺れて』『コックと泥棒、その妻と愛人』等、1976年の作品を含むと、のべ11のグリーナウェイ作品を担当することとなる。
また、1986年にはオリバー・サックスの脳神経障害患者の研究をベースとして書かれたオペラ『妻を帽子とまちがえた男』の音楽も担当するなど、舞台音楽にも積極的に関わっていった。
1989年にはフランス革命200周年を記念した委託作品『La Traversee de Paris』の発表、フランス人映画監督パトリス・ルコントの『仕立て屋の恋』『髪結いの亭主』のサウンドトラック等、ナイマンの作曲活動は留まるところを知らず、次々と依頼が舞い込んでいった。

### 1992年 - （『ピアノ・レッスン』以降）
1992年、ナイマンにふたたび転機が訪れる。ジェーン・カンピオン監督の『ピアノ・レッスン』の音楽を担当し、映画がカンヌ国際映画祭のパルムドールとアカデミー賞のオスカー3部門(脚本、主演女優、助演女優)を受賞し、注目を集めたのだ。スコットランドの民俗音楽やピアノソロ、流麗なオーケストラを用いたナイマンの音楽は、それまでナイマンの音楽を単なるミニマル・ミュージックや、グリーナウェイ作品の付属品と認識していた人々の考えを覆すとともに、普段映画音楽に興味を持たない人々の耳も惹きつけることとなった。サウンドトラックの売り上げは全世界で300万枚を突破。1989年に京都・京北国際芸術祭に初来日。1993年の来日時に取材した新聞記者を通じて黒澤明に次回作には自分を使ってくれるよう、『ピアノ・レッスン』のCDも渡して依頼するが、黒澤が骨折して療養生活に入り次回作を作る事なく脳卒中により死去したため、実現することはなかった。
ピアノソロ曲『楽しみを希う心』はシングル・カットされ、ナイマンの作品はトヨタ・クラウンのCM曲（1993年）や『〜the most relaxing〜 feel』（2000年）などの一連の癒し系コンピレーション・アルバムなどにも盛んに採用された。このため、ショップによってはナイマンのCDはイージーリスニング、ヒーリング・ミュージックのコーナーに陳列されるようになった。
1993年には、『MGV (Musique à Grande Vitesse)』を発表。「超高速音楽」と題されたこの曲はフランスの高速鉄道TGVの、北ヨーロッパ線開通を記念した委託作品である。のちにこの曲は『ピアノ・レッスン』の映画音楽スコアをベースにしたピアノとオーケストラのための『ピアノ・コンチェルト』(1994年)とカップリングされ、ナイマン指揮ロイヤル・リヴァプール・フィルハーモニー管弦楽団の演奏でwergoレーベルからCD化された。同年、山本耀司のファッションショー用の音楽を作曲。アレクサンダー・バラネスクと共演し、ほぼ全編ヴァイオリンのみの静かな作品を発表。1994年の映画『キャリントン』では弦楽四重奏作品を作り上げる。マイケル・ナイマン・バンドとしてライブ・アルバムがリリースされたのもこの年である。
また、1995年にマッドハウスがアニメ映画として『アンネの日記』を製作した際には、ほぼ全編ピアノソロのみの作品を作曲した。同年『魔王』では管楽器中心の作曲を行うなど、幅広い分野で柔軟な創作活動を続ける。
1996年には飯野賢治作のセガサターンのゲーム『エネミー・ゼロ』の音楽も手がけた。

### 1997年 - （ハリウッド映画への進出以降）
1997年に、ナイマンは初めて『ガタカ』においてハリウッド映画の音楽も作曲し、1998年のゴールデングローブ賞の最優秀映画音楽賞にノミネートされた。続いて担当した『ことの終わり』でも同賞にノミネートされる。
1999年には沖縄を舞台とした日本映画『ナビィの恋』のメインテーマを作曲する一方、映画『ラビナス』の音楽をブラーのデーモン・アルバーンとの共同作業という異色の組み合わせで担当した。
2002年には、ジガ・ヴェルトフ監督の、1920年代のモスクワの都市生活を描いた前衛的なサイレント映画『カメラを持った男』(1929年)の音楽を新たに作曲し直し、劇場で上演するといった意欲的な試みを行った。このフィルム・コンサートは2004年のナイマン来日時も行われ、ナイマン自身はこの作品が自身の映画音楽作品の中で最高傑作だと述べている。
2003年には初のヴァイオリン協奏曲を作曲、現代音楽に深い理解を持つ世界的ヴァイオリニスト、ギドン・クレーメルと共演した。映画音楽では、アンヌ・フォンテーヌ監督の恋愛映画『恍惚』を担当。
2004年にナイマンは60歳の還暦を迎えたが、マイケル・ナイマン・バンドを率い、日本をはじめとして世界各地でコンサートを開き、旺盛な活動を続けている。
その後も、ジョニー・デップ主演の映画『リバティーン』の音楽や、オペラの上演を行うなど、存命の現代音楽および映画音楽の作曲家の中でもっとも重要な人物の一人として、注目を集め続けている。

## ディスコグラフィ

### リーダー・アルバム
- 『ディケイ・ミュージック』 - Decay Music (1976年)
オブスキュア・レコードからリリースされたデビュー・アルバム。ピーター・グリーナウェイが監督した映画『1-100』のために書かれた音楽だったが、映画には使用されなかった。2004年にナイマンの60歳の誕生日記念に再発売（初CD化）されている。
- 『マイケル・ナイマン』 - Michael Nyman (1981年)
- 『英国式庭園殺人事件』 - The Draughtsman's Contract (1982年)
ピーター・グリーナウェイ監督の映画のための音楽。ヘンリー・パーセルの曲を元にしている。2004年にナイマンの60歳の誕生日記念に再発売されている。
- 『ZOO』 - Zoo:A Zed and Two Noughts (1985年)
ピーター・グリーナウェイ監督の映画のための音楽。バラエティー番組『料理の鉄人』の挿入曲「赤い帽子の女」を含む。2004年にナイマンの60歳の誕生日記念に再発売されている。
- 『キス・アンド・アザー・ムーヴメンツ』 - The Kiss and Other Movements (1985年)
- The Man Who Mistook His Wife For a Hat (1987年)
- 『数に溺れて』 - Drowning by Numbers (1988年)
ピーター・グリーナウェイ監督の映画のための音楽。日産・スカイラインのテレビCMに使用された「ホイールバロウ・ウォーク」を含む。2004年にナイマンの60歳の誕生日記念に再発売されている。
- Do They Do / Zoo Caprices (1989年)
- La Traversee de Paris (1989年)
- Out of the Ruins (1989年)
- 『コックと泥棒、その妻と愛人』 - The Cook, the Thief, his Wife and her Lover (1989年)
ピーター・グリーナウェイ監督の映画のための音楽。2004年にナイマンの60歳の誕生日記念に再発売されている。
- 『プロスペローの本』 - Prospero's Books (1991年)
ピーター・グリーナウェイ監督の映画のための音楽
- 『ソング・ブック』 - Songbook (1991年)
舞踊家のカリーヌ・サポルタ (Karine Saporta) とドイツ人歌手ウテ・レンパーのための音楽。
- 『弦楽四重奏曲第1番〜第3番』 - String Quartets 1-3 (1991年)
演奏はバラネスク・カルテット。
- 『髪結いの亭主』 - Le Mari de la Coiffeuse (The Hairdresser's Husband) (1992年)
パトリス・ルコント監督の映画のための音楽。
- 『ベスト・オブ・マイケル・ナイマン〜グリーナウェイ映画音楽集』 - The Essential Michael Nyman Band (1992年)
- 『ピアノ・レッスン』 - The Piano (1992年)
カンヌ国際映画祭グランプリ受賞作品にして、アカデミー賞3部門（脚本、主演女優、助演女優）受賞作品となったジェーン・カンピオン監督の映画のための音楽。この映画によってナイマンは一躍有名になった。曲も有名になりシングルカットされている。
- 『ザ・ショウ Vol.2〜YOHJI YAMAMOTO コレクション・ミュージック』 - For Yohji Yamamoto - The Show, Vol.2 (1993年)
山本耀司の'94パリ・コレクションのための音楽。
- 『時は告げる - 92年委嘱作品集』 - Time will Pronounce (1993年)
- 『彼女たちの関係』 - A La Folie、(Six Days, Six Nights) (1994年)
ディアーヌ・キュリス (Diane Kurys) 監督の映画のための音楽。
- 「ANOHITO NO WALTZ」 - "Anohito No Waltz" (1994年)
シングル。トヨタ・クラウンのCM曲（1993年）。『彼女たちの関係』収録の「Waltzing the bird」を改題してシングルカットしたもの。
- 『ライヴ・ベスト』 - Michael Nyman - Live (1994年)
- 『テンペスト〜物音、音楽、美しい調べ』 - Noises, Sounds and Sweet Airs (1994年)
戯曲『テンペスト』をもとにしたオペラのための音楽。
- Taking a Line for a Second Walk (1994年)
- 『ザ・ピアノ・コンチェルト 他』 - The Piano Concerto /MGV (1994年)
- The Ogre (1995年)
フォルカー・シュレンドルフ監督の映画『魔王』のための音楽。
- 『キャリントン』 - Carrington (1995年)
クリストファー・ハンプトン監督の映画のための音楽。
- 『アンネの日記』 - Diary of Anne Frank (1995年)
永丘昭典監督、マッドハウス製作のアニメ映画のための音楽。
- 「イフ」 - "If" (1995年)
上記アルバムからのシングル。『アンネの日記』主題歌。歌手はヒラリー・サマーズ。
- The Cold Room (1995年)
ジェームズ・ディアデン (James Dearden) 監督の映画のための音楽。1984年作曲。
- The Piano Concerto / On the Fiddle / Prospero's Books (1995年)
- After Extra Time (1996年)
- 『エネミー・ゼロ ピアノ・スケッチズ』 - Enemy Zero - Piano Sketches (1996年) ※EP
- 『エネミー・ゼロ』 - Enemy Zero (1997年)
飯野賢治の監督によるセガのインタラクティブ・ムービー（ゲーム）のための音楽。
- 『チェロとサクソフォンの協奏曲 / ハープシコード協奏曲 他』 - Concertos (1997年)
- 『ガタカ』 - Gattaca (1997年)
アンドリュー・ニコル監督の映画のための音楽。
- An Eye for a Difference (1998年)
- The Piano Concerto / Where the Bee Dances (1998年)
- 『スーツと写真〜弦楽四重奏曲第4番 他』 - The Suit and the Photograph (1998年)
- 『ナビィの恋』 - Nabbie's Love (1999年)
中江裕司監督の映画のために「RAFUTI」を作曲、演奏している。
- 『ラビナス』 - Ravenous (1999年)
アントニア・バード監督のホラー映画のための音楽。デーモン・アルバーンと共演
- The Commissar Vanishes / The Fall Of Icarus (1999年)
- Wonderland (1999年)
マイケル・ウィンターボトム監督の映画『ひかりのまち』のための音楽。
- The Claim (2000年)
マイケル・ウィンターボトム監督の西部劇映画『めぐり逢う大地』のための音楽。
- 『ことの終わり』 - The End of the Affair (2000年)
ニール・ジョーダン監督の映画のための音楽。
- The Man With The Movie Camera (2002年)
ジガ・ヴェルトフ監督の前衛的な無声映画『カメラを持った男』（1929年）のための音楽。
- Facing Goya (2002年)
- String Quartets 2, 3 & 4 / If & Why (2002年)
- 24 heures de la vie d'une femme (24 Hours In The Life Of A Woman) (2003年)
ローラン・ブニーク (Laurent Bouhnik) 監督の映画『秘密は誰かに話すもの』のための音楽。
- Sangam: Michael Nyman meets Indian Masters (2003年)
- The Actors (2003年)
コナー・マクファーソン (Connor McPherson) 監督の映画のための音楽。
- Man And Boy: Dada - An Opera In Two Acts (2005年)
- Acts Of Beauty / Exit No Exit (2006年)
- Love Counts (2007年)
- 8 Lust Songs: I Sonetti Lussuriosi (2008年)
- Volume 1 Piano (2010年)
- Volume 2 Works for Ensemble (2011年)
- Piano Trios 1992-2010 (2012年)
- The Piano Sings 2 (2013年)
- 『交響曲第11番 - ヒルズボロ・メモリアル』 - Symphony No. 11: Hillsborough Memorial (2014年)
- 『ウォー・ワーク〜フィルムと8つの歌』 - War Work - 8 Songs With Film (2016年)
- 『妻を帽子とまちがえた男』 - The Man Who Mistook His Wife For a Hat (2016年)
- 『マックイーン〜ドキュメンタリー・サウンドトラック』 - McQueen (2018年)
- 『弦楽四重奏曲第5番&第4番』 - Chamber Music Vol. III: String Quartets 5 & 4 (2018年)

### コンピレーション・アルバム
- 『ピーター・グリーナウェイ・サウンドトラック』 - The Nyman/Greenaway Soundtracks (1989年)
- Musiche Dei Film (1992年)
- El Piano Concerto Y Otros Temas (1995年)
- The World Of Michael Nyman (2001年)
- 『フィルム・ミュージック〜ベスト・オブ・マイケル・ナイマン』 - The Very Best Of Michael Nyman - Film Music 1980-2001 (2001年)
- The Very Best Of Michael Nyman (2003年)
- The Piano / The Cook, The Thief, His Wife And Her Lover (2006年)
- 『マン・オン・ワイヤー オリジナル・サウンドトラック』 - Man On Wire (2008年) ※映画『マン・オン・ワイヤー』のために過去の楽曲をセレクト
- Opera (2009年)
- Collections (50000 Photos Can't Be/ Portrait Of A Label/ Cine Opera) (2010年)
- Peter Greenaway Film Music (2011年)
- Collaborations (2013年)
- Classic Album Selection (2013年)
- The Anthology (2015年)
- Retrospectiva (2015年)

### 参加オムニバス・アルバム
- 『ブリュッセルより愛をこめて』 - From Brussels With Love (1980年、Les Disques Du Crépuscule) ※「A Walk Through H」収録
- 『ミニチュアーズ』 - Miniatures (1980年) ※「89-90-91-92」収録
- 『スティング/ブリムストン&トリークル』 - Brimstone & Treacle (1982年)
リチャード・ロンクレイン監督の映画のための音楽。一部の曲で作曲。
- The Contemporary Trumpet (1993年) ※「Flugelhorn And Piano」収録
- Century XXI UK N-Z (1995年) ※「Waltz」収録
- Meeting Point (1995年) ※「Where The Bee Dances」収録
- Federico Garcia Lorca: De Granada a la Luna (1998年) ※「De Granada A La Luna」収録
- Practical Magic (1998年) ※映画『プラクティカル・マジック』サウンドトラック。「Convening The Coven」「Maria Owens」収録
- Michael Nyman: Strong On Oaks Strong On The Causes Of Oaks, John Tavener: The Protecting Veil (1998年)
- Twentieth Century Blues - The Songs of Noel Coward (1998年) ※「London Pride」収録 with デーモン・アルバーン
- 『ミニチュアーズ2』 - Miniatures 2 (2000年) ※「Here's To The Next One」収録

### 参加アルバム
- フライング・リザーズ : 『フォース・ウォール』 - The Fourth Wall (1981年)

## 著作
- マイケル・ナイマン 『実験音楽 ケージとその後』 - Experimental Music: Cage and Beyond 椎名亮輔訳、水声社、1992年